# Youriï Drozdovskyï
Youriï Anatoliïvytch Drozdovskyï ou Youri Drozdovsky (en ukrainien : Ю́рій Анато́лійович Дроздо́вський, transcription utilisée par la FIDE : Yuri Drozdovskij) est un joueur d'échecs ukrainien né le 22 mai 1984 à Odessa.
Au 1er novembre 2020, il est le 16e joueur ukrainien et le 198e joueur mondial avec un classement Elo de 2 616 points et apparaît dans les listes des joueurs inactifs en parties classiques de la FIDE depuis 2012.
Il est le 73e joueur mondial en blitz avec un classement Elo en blitz de 2 660 points.

## Biographie et carrière
Drozdovskyï remporta le championnat d'Europe des moins de 12 ans en 1996 et le championnat d'Europe des moins de 14 ans en 1997.
Grand maître international depuis 2004. il fut finaliste de l'open rapide d'Ajaccio en octobre 2006 après avoir battu Rustam Qosimjonov en demi-finale et Sedlak en quart de finale. Il finit premier ex æquo de l'Open de Cappelle-la-Grande en 2007 et remporta le championnat d'Europe de parties rapides de 2007 à Varsovie.
En décembre 2006, il perdit la finale du championnat d'Ukraine face à Zahar Efimenko après avoir battu Anton Korobov en demi-finale 
et Pavel Eljanov en quart de finale.
En décembre 2008, il finit premier ex æquo du championnat d'Ukraine et deuxième au départage.
Il finit deuxième au départage à la coupe de la banque Pivdenny (tournoi rapide à huit joueurs) devant Boris Guelfand, Ruslan Ponomariov, Anatoli Karpov et Viktor Kortchnoï. Ce résultat le qualifiait pour la coupe du monde rapide de l'ACP en mai 2009 à Odessa où il fut battu au premier tour par Arkadij Naiditsch.
En 2010, il marqua 7,5 points sur 11 au championnat d'Europe d'échecs individuel (quatorzième place ex æquo). Ce résultat le qualifiait pour la Coupe du monde d'échecs 2011 à Khanty-Mansiïsk en Russie où il battit au premier tour le Russe Aleksandr Motyliov lors des départages en « mort subite » (Armageddon) puis il perdit au deuxième tour face à Fabiano Caruana (0,5 à 1,5).
Dans les compétitions par équipe, Drozdovskyï remporta la médaille de bronze par équipe au Championnat d'Europe d'échecs des nations en 2009 et marqua quatre points sur six au quatrième échiquier.